# 宋渾
宋 渾（そう こん、生没年不詳）は、中国唐代玄宗朝の政治家。名宰相と言われた宋璟の子。

## 経歴
李林甫と仲が良く、諫議大夫、平原郡太守、御史中丞、東京採訪使を歴任した。平原では激しい収斂を行った。また、東方に使わされた時、薛稷の従孫娘の鄭氏が未亡人で美貌であると聞き、河南尉の楊朝宗に奪い取らせ、献上させた。
天宝9載（750年）に、楊国忠の画策で、収賄の罪で嶺南の高要郡に配流させられた。
この時、顔真卿が彼を弁護し、左遷させられている。一度は恩赦にあったが、横暴を極め、訴えられ、潯江郡に流された。
広徳年間に、彼を太子諭徳に取り立てようという話があった。しかし、貪欲ぶりが物議をかもし、起用されることなく、その地で死んだ。

## 兄弟たち
天宝年間初期、宋渾の次兄の宋昇は太僕少卿に、兄の宋尚は漢東郡太守に就任した。
また、弟の宋恕は、都官郎中、剣南採訪判官となり、権勢を傘にして、はなはだ貪暴であった。剣南にいる時に、雒県県令崔珪の妻が美貌なので奪い、崔珪を左遷させた。また、李晏という刺客を養っていたという。宋渾とともに、収賄で訴えられ、海康郡に流された。宋尚も同じく、贈賄で臨海長史に左遷させられた。その下の弟の宋華と宋衡も収賄の罪で流された。
兄弟ともに飲酒と諧謔を好み、俳優と戯れてばかりいた。その中でも、宋衡が最も乱暴であったといわれる。

## 伝記資料
- 『旧唐書』巻九十六 列伝第四十六「宋璟伝」
- 『新唐書』巻百二十四 列伝第四十九「宋璟伝」